# Daniel Fortea i Guimerà
Daniel Fortea i Guimerà, né à Bell-lloc del Pla (Communauté valencienne, Espagne) le 28 avril 1878 et mort à Castellón de la Plana (Communauté valencienne, Espagne) le 5 mars 1953, est un éditeur de musique, professeur et guitariste valencien.

## Biographie
Fils d'instituteur, il reçoit ses premières notions de musique de son père (le frère ainé de Daniel, Ramon, finira par diriger la fanfare locale). Il étudie le solfège, les instruments à vent et à cordes, et il apprit à jouer de la clarinette, de la bandurria et de la guitare surtout, du piano et un peu de violon.
Il fait ensuite partie de la fanfare de son unité durant son service militaire et rencontre son grand maître, Francisco Tárrega, qui le forme en tant que guitariste tant sur le plan technique que sur le point humain (1898-1909), et celui-ci lui a toujours servi de modèle. Au décès de Tàrrega, Fortea s'installe à Madrid où il effectue une brillante carrière d'instrumentiste (avec des représentations au Teatre de la Comedia, à l'Ateneo de Madrid ainsi qu'au Circulo de Bellas Artes. Il crée aussi une académie de guitare et fonde ce qui deviendra une prestigieuse maison d'édition de partition, la « Biblioteca Fortea », consacrée à la musique pour guitare, avec des œuvres originales et des transcriptions.
En 1934, un de ses étudiants en guitare, le futur producteur de cinéma Serafín Ballesteros, met en scène Fortea dans un court-métrage : Un cuento de Navidad, sous la direction de José Luis Sáenz de Heredia. Durant les années 40, après-guerre, Fortea sera détenu pour raisons politiques et depuis la prison d'Ocaña, il a composé des pages de grande beauté, surtout la "Balada, Op.". 47  (1947).
La mairie de Benlloc le déclare fils illustre de la commune.

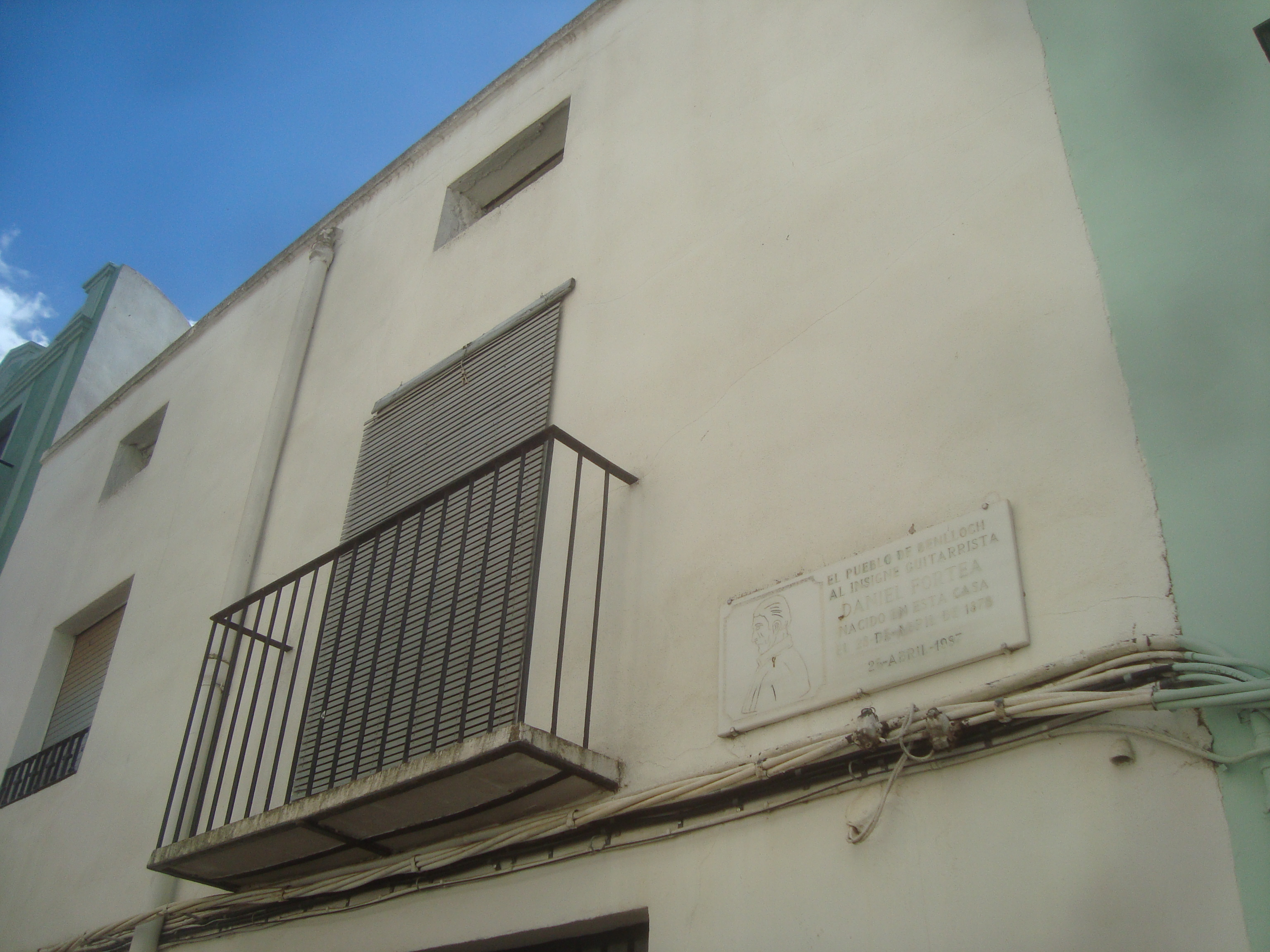
Lieu de naissance du musicien Daniel Fortea Guimerá 1878-1953 (Benllóc, Espagne).

## Œuvres pour guitare
- "Alegrías sobre temas populares" (1958)
- "Allegro de concierto", Op. 11
- "Andaluza"
- "Balada", Op. 47" (1947)
- "Danza de Gnomos", Op.23
- "Dialogando" (Estudios Poéticos)
- "Mazurca fácil"
- "¨Mi favorita.´"´
- "Vals en sol"+... sonata em dó para 2 guitarras[Eythor Thorlaksson]